# UCI WorldTour de 2021
O UCI WorldTour de 2021 foi a décima-primeira edição do máximo calendário ciclista a nível mundial baixo a organização da UCI.
O calendário estava previsto para ter 33 corridas, duas menos que a edição anterior depois da não celebração do Tour Down Under e a Cadel Evans Great Ocean Road Race. Começou a 21 de fevereiro com a competição do UAE Tour nos Emirados Árabes Unidos e finalizou a 9 de outubro com o Giro de Lombardia na Itália, disputando-se finalmente um total de 29 provas.

## Equipas
Para 2021 as equipas UCI WorldTeam foram 19, igual número que a edição anterior. Para esta temporada na máxima categoria mudaram de nome por rendimento de novos patrocinadores as equipas AG2R Citroën Team, Astana-Premier Tech, Bahrain Victorious, EF Education-Nippo, Team BikeExchange, Team DSM, e o Team Qhubeka Assos. Assim mesmo, a equipa CCC Team desapareceu como equipa, e em sua substituição ascendeu à máxima categoria a equipa Intermarché-Wanty-Gobert Matériaux.
| Nome                               | País                   | Código UCI |
| ---------------------------------- | ---------------------- | ---------- |
| AG2R Citroën Team                  | França                 | ACT        |
| Astana-Premier Tech                | Cazaquistão            | AST        |
| Bahrain Victorious                 | Bahrein                | TBV        |
| Bora-Hansgrohe                     | Alemanha               | BOH        |
| Cofidis, Solutions Crédits         | França                 | COF        |
| Deceuninck-Quick Step              | Bélgica                | DQT        |
| EF Education-NIPPO                 | Estados Unidos         | EFN        |
| Groupama-FDJ                       | França                 | GFC        |
| Ineos Grenadiers                   | Reino Unido            | IGD        |
| Intermarché-Wanty-Gobert Matériaux | Bélgica                | IWG        |
| Israel Start-Up Nation             | Israel                 | ISN        |
| Jumbo-Visma                        | Países Baixos          | TJV        |
| Lotto Soudal                       | Bélgica                | LTS        |
| Movistar Team                      | Espanha                | MOV        |
| Team BikeExchange                  | Austrália              | BEX        |
| Team DSM                           | Alemanha               | DSM        |
| Team Qhubeka NextHash              | África do Sul          | TQA        |
| Trek-Segafredo                     | Estados Unidos         | TFS        |
| UAE Team Emirates                  | Emirados Árabes Unidos | UAD        |

## Corridas
| UCI WorldTour de 2021 | UCI WorldTour de 2021  | UCI WorldTour de 2021             | UCI WorldTour de 2021 | UCI WorldTour de 2021 |
| Data                  | País                   | Corrida                           | Vencedor              |                       |
| --------------------- | ---------------------- | --------------------------------- | --------------------- | --------------------- |
| 19 – 24 jan.          | Austrália              | Tour Down Under                   | cancelado             |                       |
| 31 jan.               | Austrália              | Cadel Evans Great Ocean Road Race | cancelado             |                       |
| 21 – 27 fev.          | Emirados Árabes Unidos | UAE Tour                          | Tadej Pogačar         |                       |
| 27 fev.               | Bélgica                | Omloop Het Nieuwsblad             | Davide Ballerini      |                       |
| 6 mar.                | Itália                 | Strade Bianche                    | Mathieu van der Poel  |                       |
| 7 – 14 mar.           | França                 | Paris-Nice                        | Maximilian Schachmann |                       |
| 10 – 16 mar.          | Itália                 | Tirreno-Adriático                 | Tadej Pogačar         |                       |
| 20 mar.               | Itália                 | Milão-Sanremo                     | Jasper Stuyven        |                       |
| 22 – 28 mar.          | Espanha                | Volta à Catalunha                 | Adam Yates            |                       |
| 24 mar.               | Bélgica                | Três dias de Bruges–De Panne      | Sam Bennett           |                       |
| 26 mar.               | Bélgica                | E3 Saxo Bank Classic              | Kasper Asgreen        |                       |
| 28 mar.               | Bélgica                | Gante-Wevelgem                    | Wout van Aert         |                       |
| 31 mar.               | Bélgica                | Através de Flandres               | Dylan van Baarle      |                       |
| 4 abr.                | Bélgica                | Volta à Flandres                  | Kasper Asgreen        |                       |
| 5 – 10 abr.           | Espanha                | Volta ao País Basco               | Primož Roglič         |                       |
| 18 abr.               | Países Baixos          | Amstel Gold Race                  | Wout van Aert         |                       |
| 21 abr.               | Bélgica                | Flecha Valona                     | Julian Alaphilippe    |                       |
| 25 abr.               | Bélgica                | Liège-Bastogne-Liège              | Tadej Pogačar         |                       |
| 27 abr. – 2 mai.      | Suíça                  | Volta à Romandia                  | Geraint Thomas        |                       |
| 8 – 30 mai.           | Itália                 | Giro d'Italia                     | Egan Bernal           |                       |
| 30 mai. – 6 jun.      | França                 | Critérium du Dauphiné             | Richie Porte          |                       |
| 6 – 13 jun.           | Suíça                  | Volta à Suíça                     | Richard Carapaz       |                       |
| 26 jun. – 18 jul.     | França                 | Tour de France                    | Tadej Pogačar         |                       |
| 31 jul.               | Espanha                | Clássica de San Sebastián         | Neilson Powless       |                       |
| 9 – 15 ago.           | Polónia                | Volta à Polónia                   | João Almeida          |                       |
| 14 ago. – 5 set.      | Espanha                | Volta a Espanha                   | Primož Roglič         |                       |
| 22 ago.               | Alemanha               | Clássica de Hamburgo              | cancelado             |                       |
| 29 ago.               | França                 | Bretagne Classic                  | Benoît Cosnefroy      |                       |
| 30 ago. – 5 set.      | Bélgica                | Benelux Tour                      | Sonny Colbrelli       |                       |
| 10 set.               | Canadá                 | Grande Prêmio de Quebec           | cancelado             |                       |
| 12 set.               | Canadá                 | Grande Prêmio de Montreal         | cancelado             |                       |
| 19 set.               | Alemanha               | Grande Prémio de Frankfurt        | Jasper Philipsen      |                       |
| 3 out.                | França                 | Paris-Roubaix                     | Sonny Colbrelli       |                       |
| 9 out.                | Itália                 | Giro di Lombardia                 | Tadej Pogačar         |                       |
| 14 – 19 out.          | China                  | Tour de Guangxi                   | cancelado             |                       |

## Classificações Ranking Mundial (UCI World Ranking)
Esta é a classificação final oficial do Ranking Mundial (UCI World Ranking) 2021:
Nota: ver Barómetros de pontuação

### Classificação individual
| Posição | Corredor             | Equipa                | Pontos  |
| ------- | -------------------- | --------------------- | ------- |
| 1.º     | Tadej Pogačar        | UAE Emirates          | 5363    |
| 2.º     | Wout van Aert        | Jumbo-Visma           | 4382    |
| 3.º     | Primož Roglič        | Jumbo-Visma           | 3924    |
| 4.º     | Julian Alaphilippe   | Deceuninck-Quick Step | 3104,67 |
| 5.º     | Egan Bernal          | Ineos Grenadiers      | 2576    |
| 6.º     | Richard Carapaz      | INEOS Grenadiers      | 2553    |
| 7.º     | Mathieu van der Poel | Alpecin-Fenix         | 2461    |
| 8.º     | Adam Yates           | Ineos Grenadiers      | 2251    |
| 9.º     | João Almeida         | Deceuninck-Quick Step | 2219    |
| 10.º    | Richard Carapaz      | Ineos Grenadiers      | 2018    |

| Posições 11.º ao 20.º | Posições 11.º ao 20.º | Posições 11.º ao 20.º  | Posições 11.º ao 20.º |
| --------------------- | --------------------- | ---------------------- | --------------------- |
| 11.º                  | Alejandro Valverde    | Movistar               | 1981                  |
| 12.º                  | Matej Mohorič         | Bahrain Victorious     | 1897                  |
| 13.º                  | Michael Woods         | Israel Start-Up Nation | 1893                  |
| 14.º                  | Remco Evenepoel       | Deceuninck-Quick Step  | 1799                  |
| 15.º                  | Jasper Philipsen      | Alpecin-Fenix          | 1777                  |
| 16.º                  | David Gaudu           | Groupama-FDJ           | 1773                  |
| 17.º                  | Jasper Stuyven        | Trek-Segafredo         | 1771                  |
| 18.º                  | Jonas Vingegaard      | Jumbo-Visma            | 1730                  |
| 19.º                  | Tim Merlier           | Alpecin-Fenix          | 1703                  |
| 20.º                  | Bauke Mollema         | Trek-Segafredo         | 1620,66               |

### Classificação por equipas
| Posição | Equipa                 | Pontos   |
| ------- | ---------------------- | -------- |
| 1.º     | Deceuninck-Quick Step  | 15641,21 |
| 2.º     | Ineos Grenadiers       | 14998,66 |
| 3.º     | Jumbo-Visma            | 12914,67 |
| 4.º     | UAE Emirates           | 12355,66 |
| 5.º     | Bahrain Victorious     | 10429    |
| 6.º     | Alpecin-Fenix          | 8251     |
| 7.º     | Bora-Hansgrohe         | 8222     |
| 8.º     | AG2R Citroën           | 7151     |
| 9.º     | Groupama-FDJ           | 6715     |
| 10.º    | Israel Start-Up Nation | 6704,66  |

### Classificação por países
| Posição | País          | Pontos   |
| ------- | ------------- | -------- |
| 1.º     | Belgas        | 14349,33 |
| 2.º     | Eslovênia     | 11993    |
| 3.º     | França        | 11541,67 |
| 4.º     | Itália        | 10851    |
| 5.º     | Reino Unido   | 9960,6   |
| 6.º     | Países Baixos | 9808,66  |
| 7.º     | Espanha       | 7979     |
| 8.º     | Dinamarca     | 7911,6   |
| 9.º     | Austrália     | 7001,66  |
| 10.º    | Colômbia      | 6796     |

## Progresso das classificações
| Corrida (Vencedor)                            | Classificação individual | Classificação por equipas |
| --------------------------------------------- | ------------------------ | ------------------------- |
| UAE Tour (Tadej Pogačar)                      | Primož Roglič            | Deceuninck-Quick Step     |
| Omloop Het Nieuwsblad (Davide Ballerini)      | Primož Roglič            | Deceuninck-Quick Step     |
| Strade Bianche (Mathieu van der Poel)         | Primož Roglič            | Deceuninck-Quick Step     |
| Paris-Nice (Maximilian Schachmann)            | Primož Roglič            | Deceuninck-Quick Step     |
| Tirreno-Adriático (Tadej Pogačar)             | Primož Roglič            | Deceuninck-Quick Step     |
| Milão-Sanremo (Jasper Stuyven)                | Primož Roglič            | Deceuninck-Quick Step     |
| Clássica Bruges–De Panne (Sam Bennett)        | Primož Roglič            | Deceuninck-Quick Step     |
| E3 Saxo Bank Classic (Kasper Asgreen)         | Primož Roglič            | Deceuninck-Quick Step     |
| Volta à Catalunha (Adam Yates)                | Primož Roglič            | Deceuninck-Quick Step     |
| Gante-Wevelgem (Wout van Aert)                | Primož Roglič            | Deceuninck-Quick Step     |
| Através de Flandres (Dylan van Baarle)        | Primož Roglič            | Deceuninck-Quick Step     |
| Volta à Flandres (Kasper Asgreen)             | Primož Roglič            | Deceuninck-Quick Step     |
| Volta ao País Basco (Primož Roglič)           | Primož Roglič            | Deceuninck-Quick Step     |
| Amstel Gold Race (Wout van Aert)              | Primož Roglič            | Deceuninck-Quick Step     |
| Flecha Valona (Julian Alaphilippe)            | Primož Roglič            | Deceuninck-Quick Step     |
| Liège-Bastogne-Liège (Tadej Pogačar)          | Primož Roglič            | Deceuninck-Quick Step     |
| Volta à Romandia (Geraint Thomas)             | Primož Roglič            | Deceuninck-Quick Step     |
| Giro d'Italia (Egan Bernal)                   | Primož Roglič            | Ineos Grenadiers          |
| Critério do Dauphiné (Richie Porte)           | Primož Roglič            | Ineos Grenadiers          |
| Volta à Suíça (Richard Carapaz)               | Primož Roglič            | Ineos Grenadiers          |
| Tour de France (Tadej Pogačar)                | Tadej Pogačar            | Ineos Grenadiers          |
| Clássica de San Sebastián (Neilson Powless)   | Tadej Pogačar            | Ineos Grenadiers          |
| Volta à Polónia (João Almeida)                | Tadej Pogačar            | Ineos Grenadiers          |
| Bretagne Classic (Benoît Cosnefroy)           | Tadej Pogačar            | Ineos Grenadiers          |
| BinckBank Tour (Sonny Colbrelli)              | Tadej Pogačar            | Ineos Grenadiers          |
| Volta a Espanha (Primož Roglič)               | Tadej Pogačar            | Ineos Grenadiers          |
| Grande Prêmio de Frankfurt (Jasper Philipsen) | Wout van Aert            | Ineos Grenadiers          |
| Paris-Roubaix (Sonny Colbrelli)               | Tadej Pogačar            | Deceuninck-Quick Step     |
| Giro de Lombardia (Tadej Pogačar)             | Tadej Pogačar            | Deceuninck-Quick Step     |

## Vitórias no WorldTour

### Vitórias por corredor
- Notas: Em amarelo corredores de equipas de categoria UCI ProTeam, Continental e seleções nacionais.

Inclui vitórias em prólogos.
| Posição | Ciclista              | Equipa                             | Etapa | Clássica | Geral | Total |
| ------- | --------------------- | ---------------------------------- | ----- | -------- | ----- | ----- |
| 1.º     | Tadej Pogačar         | UAE Emirates                       | 6     | 2        | 3     | 11    |
| 2.º     | Primož Roglič         | Jumbo-Visma                        | 8     | -        | 2     | 10    |
| 3.º     | Wout van Aert         | Jumbo-Visma                        | 5     | 2        | -     | 7     |
| 3.º     | Mathieu van der Poel  | Alpecin-Fenix                      | 6     | 1        | -     | 7     |
| 5.º     | Sam Bennett           | Deceuninck-Quick Step              | 4     | 1        | -     | 5     |
| 5.º     | Sonny Colbrelli       | Bahrain Victorious                 | 3     | 1        | 1     | 5     |
| 7.º     | Mark Cavendish        | Deceuninck-Quick Step              | 4     | -        | -     | 4     |
| 7.º     | Tim Merlier           | Alpecin-Fenix                      | 4     | -        | -     | 4     |
| 7.º     | Caleb Ewan            | Lotto Soudal                       | 4     | -        | -     | 4     |
| 7.º     | Magnus Cort           | EF Education-NIPPO                 | 4     | -        | -     | 4     |
| 11.º    | Peter Sagan           | Bora-Hansgrohe                     | 3     | -        | -     | 3     |
| 11.º    | Filippo Ganna         | Ineos Grenadiers                   | 3     | -        | -     | 3     |
| 11.º    | Egan Bernal           | Ineos Grenadiers                   | 2     | -        | 1     | 3     |
| 11.º    | Julian Alaphilippe    | Deceuninck-Quick Step              | 2     | 1        | -     | 3     |
| 11.º    | João Almeida          | Deceuninck-Quick Step              | 2     | -        | 1     | 3     |
| 11.º    | Stefan Bissegger      | EF Education-NIPPO                 | 3     | -        | -     | 3     |
| 11.º    | Fabio Jakobsen        | Deceuninck-Quick Step              | 3     | -        | -     | 3     |
| 11.º    | Matej Mohorič         | Bahrain Victorious                 | 3     | -        | -     | 3     |
| 11.º    | Jasper Philipsen      | Alpecin-Fenix                      | 2     | 1        | -     | 3     |
| 20.º    | Adam Yates            | Ineos Grenadiers                   | 1     | -        | 1     | 2     |
| 20.º    | Kasper Asgreen        | Deceuninck-Quick Step              | -     | 2        | -     | 2     |
| 20.º    | Rohan Dennis          | Ineos Grenadiers                   | 2     | -        | -     | 2     |
| 20.º    | Geraint Thomas        | Ineos Grenadiers                   | 1     | -        | 1     | 2     |
| 20.º    | Mark Padun            | Bahrain Victorious                 | 2     | -        | -     | 2     |
| 20.º    | Andreas Kron          | Lotto Soudal                       | 2     | -        | -     | 2     |
| 20.º    | Gino Mäder            | Bahrain Victorious                 | 2     | -        | -     | 2     |
| 20.º    | Richard Carapaz       | Ineos Grenadiers                   | 1     | -        | 1     | 2     |
| 20.º    | Rémi Cavagna          | Deceuninck-Quick Step              | 2     | -        | -     | 2     |
| 20.º    | Damiano Caruso        | Bahrain Victorious                 | 2     | -        | -     | 2     |
| 20.º    | Michael Storer        | DSM                                | 2     | -        | -     | 2     |
| 20.º    | Taco van der Hoorn    | Intermarché-Wanty-Gobert Matériaux | 2     | -        | -     | 2     |
| 32.º    | Jonas Vingegaard      | Jumbo-Visma                        | 1     | -        | -     | 1     |
| 32.º    | Davide Ballerini      | Deceuninck-Quick Step              | -     | 1        | -     | 1     |
| 32.º    | Cees Bol              | DSM                                | 1     | -        | -     | 1     |
| 32.º    | Maximilian Schachmann | Bora-Hansgrohe                     | -     | -        | 1     | 1     |
| 32.º    | Mads Würtz Schmidt    | Israel Start-Up Nation             | 1     | -        | -     | 1     |
| 32.º    | Jasper Stuyven        | Trek-Segafredo                     | -     | 1        | -     | 1     |
| 32.º    | Esteban Chaves        | BikeExchange                       | 1     | -        | -     | 1     |
| 32.º    | Lennard Kämna         | Bora-Hansgrohe                     | 1     | -        | -     | 1     |
| 32.º    | Thomas de Gendt       | Lotto Soudal                       | 1     | -        | -     | 1     |
| 32.º    | Dylan van Baarle      | Ineos Grenadiers                   | -     | 1        | -     | 1     |
| 32.º    | Alex Aranburu         | Astana-Premier Tech                | 1     | -        | -     | 1     |
| 32.º    | Ion Izagirre          | Astana-Premier Tech                | 1     | -        | -     | 1     |
| 32.º    | Mikkel Honoré         | Deceuninck-Quick Step              | 1     | -        | -     | 1     |
| 32.º    | David Gaudu           | Groupama-FDJ                       | 1     | -        | -     | 1     |
| 32.º    | Marc Soler            | Movistar                           | 1     | -        | -     | 1     |
| 32.º    | Michael Woods         | Israel Start-Up Nation             | 1     | -        | -     | 1     |
| 32.º    | Joe Dombrowski        | UAE Emirates                       | 1     | -        | -     | 1     |
| 32.º    | Victor Lafay          | Cofidis, Solutions Crédits         | 1     | -        | -     | 1     |
| 32.º    | Mauro Schmid          | Qhubeka NextHash                   | 1     | -        | -     | 1     |
| 32.º    | Andrea Vendrame       | AG2R Citroën                       | 1     | -        | -     | 1     |
| 32.º    | Giacomo Nizzolo       | Qhubeka NextHash                   | 1     | -        | -     | 1     |
| 32.º    | Lorenzo Fortunato     | EOLO-KOMETA                        | 1     | -        | -     | 1     |
| 32.º    | Victor Campenaerts    | Qhubeka NextHash                   | 1     | -        | -     | 1     |
| 32.º    | Daniel Martin         | Israel Start-Up Nation             | 1     | -        | -     | 1     |
| 32.º    | Alberto Bettiol       | EF Education-NIPPO                 | 1     | -        | -     | 1     |
| 32.º    | Simon Yates           | BikeExchange                       | 1     | -        | -     | 1     |
| 32.º    | Brent Van Moer        | Lotto Soudal                       | 1     | -        | -     | 1     |
| 32.º    | Lukas Pöstlberger     | Bora-Hansgrohe                     | 1     | -        | -     | 1     |
| 32.º    | Alexey Lutsenko       | Astana-Premier Tech                | 1     | -        | -     | 1     |
| 32.º    | Alejandro Valverde    | Movistar                           | 1     | -        | -     | 1     |
| 32.º    | Richie Porte          | Ineos Grenadiers                   | -     | -        | 1     | 1     |
| 32.º    | Stefan Küng           | Groupama-FDJ                       | 1     | -        | -     | 1     |
| 32.º    | Rigoberto Urán        | EF Education-NIPPO                 | 1     | -        | -     | 1     |
| 32.º    | Dylan Teuns           | Bahrain Victorious                 | 1     | -        | -     | 1     |
| 32.º    | Ben O'Connor          | AG2R Citroën                       | 1     | -        | -     | 1     |
| 32.º    | Nils Politt           | Bora-Hansgrohe                     | 1     | -        | -     | 1     |
| 32.º    | Bauke Mollema         | Trek-Segafredo                     | 1     | -        | -     | 1     |
| 32.º    | Sepp Kuss             | Jumbo-Visma                        | 1     | -        | -     | 1     |
| 32.º    | Patrick Konrad        | Bora-Hansgrohe                     | 1     | -        | -     | 1     |
| 32.º    | Neilson Powless       | EF Education-NIPPO                 | -     | 1        | -     | 1     |
| 32.º    | Phil Bauhaus          | Bahrain Victorious                 | 1     | -        | -     | 1     |
| 32.º    | Fernando Gaviria      | UAE Emirates                       | 1     | -        | -     | 1     |
| 32.º    | Nikias Arndt          | DSM                                | 1     | -        | -     | 1     |
| 32.º    | Julius van den Berg   | EF Education-NIPPO                 | 1     | -        | -     | 1     |
| 32.º    | Rein Taaramäe         | Intermarché-Wanty-Gobert Matériaux | 1     | -        | -     | 1     |
| 32.º    | Florian Sénéchal      | Deceuninck-Quick Step              | 1     | -        | -     | 1     |
| 32.º    | Romain Bardet         | DSM                                | 1     | -        | -     | 1     |
| 32.º    | Rafał Majka           | UAE Emirates                       | 1     | -        | -     | 1     |
| 32.º    | Benoît Cosnefroy      | AG2R Citroën                       | -     | 1        | -     | 1     |
| 32.º    | Miguel Ángel López    | Movistar                           | 1     | -        | -     | 1     |
| 32.º    | Clément Champoussin   | AG2R Citroën                       | 1     | -        | -     | 1     |

### Vitórias por equipa
- Notas: Em amarelo equipas UCI ProTeam.

Inclui vitórias em CRE.
| Posição | Equipa                             | Vitórias |
| ------- | ---------------------------------- | -------- |
| 1.º     | Deceuninck-Quick Step              | 25       |
| 2.º     | Jumbo-Visma                        | 19       |
| 3.º     | Ineos Grenadiers                   | 16       |
| 3.º     | Bahrain Victorious                 | 16       |
| 5.º     | Alpecin-Fenix                      | 14       |
| 5.º     | UAE Emirates                       | 14       |
| 7.º     | EF Education-NIPPO                 | 11       |
| 8.º     | Bora-Hansgrohe                     | 8        |
| 8.º     | Lotto Soudal                       | 8        |
| 10.º    | DSM                                | 5        |
| 11.º    | AG2R Citroën                       | 4        |
| 12.º    | Qhubeka NextHash                   | 3        |
| 12.º    | Israel Start-Up Nation             | 3        |
| 12.º    | Astana-Premier Tech                | 3        |
| 12.º    | Intermarché-Wanty-Gobert Matériaux | 3        |
| 12.º    | Movistar                           | 3        |
| 17.º    | BikeExchange                       | 2        |
| 17.º    | Groupama-FDJ                       | 2        |
| 17.º    | Trek-Segafredo                     | 2        |
| 20.º    | Cofidis, Solutions Crédits         | 1        |
| 20.º    | EOLO-KOMETA                        | 1        |

### Vitórias por países
- Incluem-se as vitórias em contrarrelógio por equipas.

| Posição | País           | Vitórias |
| ------- | -------------- | -------- |
| 1.º     | Eslovênia      | 24       |
| 2.º     | Bélgica        | 19       |
| 3.º     | Países Baixos  | 16       |
| 4.º     | Itália         | 15       |
| 5.º     | Dinamarca      | 11       |
| 5.º     | França         | 11       |
| 7.º     | Austrália      | 10       |
| 8.º     | Reino Unido    | 9        |
| 9.º     | Suíça          | 7        |
| 9.º     | Colômbia       | 7        |
| 11.º    | Irlanda        | 6        |
| 12.º    | Alemanha       | 5        |
| 13.º    | Espanha        | 4        |
| 14.º    | Eslováquia     | 3        |
| 14.º    | Estados Unidos | 3        |
| 14.º    | Portugal       | 3        |
| 17.º    | Ucrânia        | 2        |
| 17.º    | Equador        | 2        |
| 17.º    | Áustria        | 2        |
| 20.º    | Canadá         | 1        |
| 20.º    | Cazaquistão    | 1        |
| 20.º    | Estónia        | 1        |
| 20.º    | Polónia        | 1        |